# 环球影业
环球影业（英語：Universal Studios），又稱環球影片，是全世界及美國最大的电影和制作發行公司之一，目前隶属于傳媒集團康卡斯特旗下的NBC环球集团。其主题公园称为環球影城。
环球影业的制作片厂和總部办公室设在加利福尼亚环球城环球城广场大街10号，位于洛杉矶和伯班克之间。发行、其他部门以及行政办公室则設在纽约。环球影業成立於1912年，是美国电影协会的成员之一，也是好莱坞历史最悠久的电影公司（其次為派拉蒙影業，曾和环球影業合资成立联合国际影业）。

## 發行電影

### 2000年
- 《星際傳奇》（Pitch Black）
- 《神鬼戰士》（Gladiator）
- 《永不妥協》（Erin Brockovich）
- 《門當父不對》（Meet the Parents）

### 2001年
- 《人魔》（Hannibal）
- 《穆荷蘭大道》（Mulholland Drive）
- 《美麗境界》（A Beautiful Mind）
- 《神鬼傳奇2》（The Mummy Returns）
- 《玩命關頭》（The Fast and the Furious）
- 《侏羅紀公園3》（Jurassic Park III）

### 2002年
- 《狙魔特攻》（Brotherhood of the Wolf）
- 《神鬼認證》（The Bourne Identity）
- 《魔蝎大帝》（The Scorpion King）
- 《街頭痞子》（8 Mile）
- 《紅龍》（Red Dragon）
- 《小馬王》（Spirit: Stallion of the Cimarron）
- 《太陽神13號》（Apollo 13）

### 2003年
- 《玩命關頭2：飆風再起》（2 Fast 2 Furious）
- 《王牌天神》（Bruce Almighty）
- 《綠巨人浩克》（The Hulk）
- 《愛是您·愛是我》（Love Actually）
- 《怒海爭鋒：極地征伐》 （Master and Commander: The Far Side of the World）
- 《奔騰年代》（Seabiscuit）

### 2004年
- 《活人生吃》（Dawn of the Dead）
- 《神鬼認證：神鬼疑雲》（The Bourne Supremacy）
- 《親家路窄》（Meet the Fockers）
- 《雷之心靈傳奇》（Ray）
- 《凡赫辛》（Van Helsing）

### 2005年
- 《最後一擊》（Cinderella Man）
- 《鍋蓋頭》（Jarhead）
- 《金剛》（King Kong）
- 《慕尼黑》（Munich）
- 《傲慢與偏見》（Pride & Prejudice）
- 《金牌製作人》The Producers
- 《衝出寧靜號》（Serenity）

### 2006年
- 《末代浩劫》（Children of Men）
- 《南方傳奇》（Southland Tales）
- 《玩命關頭3：東京甩尾》（The Fast and the Furious: Tokyo Drift）
- 《聯航93》（United 93）
- 《特務風雲：中情局誕生秘辛》（The Good Shepherd）
- 《錄取通知書》（Accepted）

### 2007年
- 《豆豆假期》（Mr. Bean's Holiday）
- 《王牌天神續集》（Evan Almighty）
- 《好孕臨門》（Knocked Up）
- 《神鬼認證：最後通牒》（The Bourne Ultimatum）
- 《精英部隊》（葡萄牙文：Tropa de Elite）
- 《美國黑幫》（American Gangster）
- 《終棘警探》（Hot Fuzz）

### 2008年
- 《無敵浩克》（The Incredible Hulk）
- 《刺客聯盟》（Wanted）
- 《地獄怪客2：金甲軍團》（Hellboy II: The Golden Army）
- 《媽媽咪呀！》（Mamma Mia）
- 《神鬼傳奇3》（The Mummy: Tomb of the Dragon Emperor）
- 《陌生的孩子》（Changeling）
- 《請問總統先生》（Frost/Nixon）

### 2009年
- 《玩命關頭4》（Fast & Furious）
- 《惡棍特工》（Inglourious Basterds）

### 2010年
- 《敗犬求婚日》（Leap Year）
- 《神偷奶爸》（Despicable Me）

### 2011年
- 《玩命關頭5》（Fast Five）
- 《極地詭變》（The Thing）
- 《憨豆特工2》（Johnny English Reborn）
- 《歌劇魅影在皇家阿爾伯特音樂廳》（The Phantom of the Opera at the Royal Albert Hall）

### 2012年
- 《孤星淚》（Les Misérables）
- 《歌喉讚》（Pitch Perfect）
- 《超級戰艦》（Battleship）
- 《熊麻吉》（Ted）
- 《神鬼認證4》（The Bourne Legacy）
- 《猎杀本·拉登》（Zero Dark Thirty）

### 2013年
- 《神偷奶爸2》（Despicable Me 2）
- 《玩命關頭6》（Fast & Furious 6）
- 《國定殺戮日》（The Purge）
- 《星际传奇3》（Riddick）

### 2014年
- 《德古拉：永咒傳奇》（Dracula Untold）

### 2015年
- 《玩命關頭7》（Furious 7）
- 《侏罗纪世界》（Jurassic World）
- 《熊麻吉2》（Ted 2）
- 《小小兵》（Minions）
- 《歌喉讚2》（Pitch Perfect 2）
- 《腥紅山莊》（Crimson Peak）
- 《海邊》（By The Sea）

### 2016年
- 《寵物當家》（The Secret Life of Pets）
- 《神鬼認證：傑森包恩》（Jason Bourne）
- 《中央情爆員》（Central Intelligence）

### 2017年
- 《长城》（The Great Wall）
- 《玩命關頭8》（The Fate of the Furious）
- 《神鬼傳奇》（The Mummy）
- 《神偷奶爸3》（Despicable Me 3）
- 《忌日快樂》（ Happy Death Day ）
- 《雪人》（The Snowman）
- 《歌喉讚3》（Pitch Perfect 3）
- 《最黑暗的時刻》（Darkest Hour）

### 2018年
- 《環太平洋2：起義時刻》（Pacific Rim Uprising）
- 《侏儸紀世界2：迷失國度》（Jurassic World 2）
- 《鬼靈精》（The Grinch）

### 2019年
- 《馴龍高手3》（How to Train Your Dragon:The Hidden World）
- 《寵物當家2》（The Secret Life of Pets 2）
- 《玩命關頭：特別行動》（Fast & Furious Presents: Hobbs & Shaw）
- 《阿達一族》（The Addams Family）
- 《貓》（Cats）
- 《我們》（Us）

### 2020年
- 《1917》（1917）
- 《魔髮精靈唱遊世界》（Trolls World Tour）

### 2021年
- 《玩命關頭9》（Fast & Furious 9）
- 《玩命關頭10》（Fast & Furious 10）
- 《國定殺戮日5：永恆殺戮》（The Purge 5）
- 《愛登士家庭2》（The Addams Family 2）

### 2022年
- 《劫命救護》（Ambulance）
- 《燃火的女孩》（Firestarter）
- 《侏羅紀世界：統霸天下》（Jurassic World Dominion）
- 《闇黑電話》（The Black Phone）
- 《小小兵2：格魯的崛起》（Minions: The Rise of Gru）
- 《不！》（Nope）
- 《月光光新慌慌：萬聖結》（Halloween Ends）
- 《法貝爾曼（電影）》（The Fabelmans）
- 《鞋貓劍客2》（Puss in Boots: The Last Wish）

### 2023年
- （The Super Mario Bros. Movie）
- 《佛萊迪餐館之五夜驚魂》（Five Nights at Freddy's）
- 《奧本海默》（Oppenheimer）

### 2024年
- 《噬血芭蕾》（Abigail）

## 子公司
- 嘉年华影业
- 焦点影业
- NBC环球娱乐
- 照明娱乐
- 联合国际影业
- 环球动画工作室
- PlayBack
- 环球影业家庭娱乐
- Working Title Films
- 梦工场动画

## 關係企業
NBC環球因應環球影業在國際發行、影音產品銷售，於英國倫敦成立兩家公司分工負責，對外直接以NBC環球旗下子公司名義行事。
環球國際影業公司（Universal Pictures International limited，UPI）
與聯合國際影業（UIP）共同負責環球影業電影在海外發行。日本則是「東宝東和株式会社」（TOHO-TOWA Company, Limited）輸入發行。
環球影業國際娛樂公司（Universal Pictures International Entertainment limited，UPIE）
負責環球影業家庭娛樂產品（例如DVD）在海外發行銷售。在日本通路為NBC環球娛樂。

## 外部連結
- 官方网站

Template:Navbox